# Scopula candida
Scopula candida är en fjärilsart som beskrevs av W. Warren 1897. Scopula candida ingår i släktet Scopula och familjen mätare. Inga underarter finns listade.